# Даяна Спасоєвич
Даяна Спасоєвич (босн. Dajana Spasojević; нар. 29 жовтня 1997) — боснійська футболістка та футзалістка, нападниця харківського клубу «Житлобуд-1» і національної збірної Боснії і Герцеговини.

## Клубна кар'єра
Футбольну кар'єру розпочала в столичному боснійському клубі СФК 2000 (жіноча секція ФК «Сараєво»). У сезоні 2016/17 років разом з командою виграла чемпіонат Боснії і Герцеговини. У жіночій Лізі чемпіонів дебютувала 23 серпня 2016 року в переможному (1:0) домашньому поєдинку проти «Іроні Рамат» (ха-Шарон). Даяна вийшла на поле в стартовому складі, а на 58-ій хвилині її замінила Сельма Капетанович. У сезоні 2016/17 років зіграла 4 матчі в Лізі чемпіонів.
1 липня 2018 року перейла до норвезького клубу «Гранд Буде». У новій команді дебютувала 4 серпня 2018 року в програному (0:2) виїзному поєдинку 13-го туру Топпсеріен проти «Стабека». Спасоєвич вийшла на поле в стартовому складі та відіграла увесь матч. Дебютним голом за норвезький клуб відзначилася 16 вересня 2018 року на 56-ій хвилині програного (3:5) домашнього поєдинку 18-го туру Топпсеріен проти «Клеппа». Даяна вийшла на поле в стартовому складі та відіграла увесь матч. На початку липня 2019 року залишила «Гранд Буде» та повернулася в СФК 2000, разом з якою ще тричі вигравала національний чемпіонат. Також зіграла 8 матчів у жіночій лізі чемпіонів.
На початку серпня 2021 року стала гравчинею українського клубу «Житлобуд-1».

## Кар'єра в збірній
Викликалася до жіночої молодіжної збірної Боснії і Гецеговини (WU-19), у футболці якої дебютувала 15 вересня 2015 року в програному (0:2) поєдинку кваліфікації молодіжного чемпіонату Європи (WU-19) проти Франції. Загалом провела 3 поєдинки за молодіжну збірну країни.
У футболці національної збірної Боснії і Герцеговини дебютувала 6 червня 2016 року в переможному (1:0) поєдинку чемпіонату Європи проти Естонії. Спасоєвич вийшла на поле на 90+5-ій хвилині, замінивши Алісу Спахич. 

## Досягнення
СФК 2000
- Прем'єр-ліга Боснії і Герцеговини
  -  Чемпіон (4): 2016/17, 2017/18, 2019/20, 2020/21